# Cheuge
Cheuge é uma comuna francesa na região administrativa da Borgonha-Franco-Condado, no departamento de Côte-d'Or. Estende-se por uma área de 9,07 km². Em 2010 a comuna tinha 131 habitantes (densidade: 14,4 hab./km²).